# Република (квартал)
 Тази статия е за квартала на София.  За съседния квартал вижте Република-2.  За други значения вижте Република (пояснение).
„Република“ е малък квартал на град София, България, разположен в район „Люлин“, на 9 километра северозападно от центъра на града.
Намира се югозападно от булевард „Европа“ и северозападно от Околовръстния път, на югоизток граничи с квартал „Люлин“, а в другите посоки е ограден от невключени в определен квартал територии, като тези на север в началото на XXI век активно се застрояват с търговски и промишлени сгради. Северозападно са разположени кварталите „Република-2“ и „Толева махала“, а югозападно „Трънска махала“ и „Филиповци“.

## Транспорт
През квартала минава ул. Банско шосе, който е втория главен път от София за Банкя и бул. Европа, който е главния път за гр. Божурище и едноименната промишлена зона в града.
През квартала минават следните автобусни линии на Центъра за градска мобилност: Автобус 47 и 49 за град Банкя и автобус 54 за град Божурище. И трите автобусни линии тръгват от метростанция „Сливница“ в столицата.

## Икономика
На територията на квартала попада и не малко известният институт Пушкаров.

## Улици и произход на имената им
| Път                | Наречен на             | Местоположение |
| ------------------ | ---------------------- | -------------- |
| „729“              | –                      | Карта          |
| „730“              | –                      | Карта          |
| „731“              | –                      | Карта          |
| „Банско шосе“      | Банкя, град в Софийско | Карта          |
| „Европа“           | Европа, континент      | Карта          |
| „Околовръстен път“ | –                      | Карта          |